# PSS 1537+1227
PSS 1537+1227 es un cuásar de líneas de absorción anchas (BAL cuásar) encontrado por casualidad en 1999 cuando se realizaba un Rastreo Digital del Cielo desde el Observatorio de Monte Palomar, en California con el telescopio Schmidt Oschin de 48 pulgadas (1,22 metros). El descubrimiento fue dado a conocer por S. George Djorgovski del Instituto de Tecnología de California (Caltech), se percataron del objeto tras revisar los espectros y descubrieron que éste tenía uno bastante extraño.

## Extraño espectro
Su espectro no correspondía a ningún objeto celeste conocido. La mayor parte de las  emisiones están fraccionadas y completamente oscurecidas por líneas de absorción. "Nunca he visto un espectro como este, y  he  tomado espectros toda la  vida" menciona George Djorgovski. De hecho, el  espectro de PSS 1537+1227 era tan raro que no permitía apreciar corrimiento hacia el rojo lo que hacía imposible saber a qué distancia se encontraba.
Actualmente se estima que su corrimiento al rojo es z = 1,2.

## Teorías
Al principio se descartó que fuera una estrella o una galaxia, ya que las observaciones en rayos x, infrarrojo y por ondas de radio no revelaban mucho. Actualmente se sabe que se trata de un nuevo tipo de cuásar llamado BAL (Broad Absorption Line) o cuásar de líneas de absorción anchas. Aunque cuando se descubrió PSS 1537+1227 este tipo de objetos era una rareza actualmente se conocen varios cientos de ellos.